# Toussaint Rose
Toussaint Rose (Provins, 3 settembre 1611 – Parigi, 6 gennaio 1701) è stato un politico francese, membro dell'Académie française dal 1675 al 1701.
Segretario di Corte del Cardinale Mazarino e di Luigi XIV, all'Académie française occupò il seggio numero 2.